# Montanoa standleyi
Montanoa standleyi là một loài thực vật có hoa trong họ Cúc. Loài này được V.A.Funk mô tả khoa học đầu tiên năm 1982.